# Zmarli w sierpniu 2011

## Sierpień 2011
- 31 sierpnia
  - Walerij Rożdiestwienski, radziecki kosmonauta[1]
- 30 sierpnia
  - Edward Bochyński, polski działacz partyjny i samorządowy, prezydent Opola (1982–1986)[2]
- 29 sierpnia
  - Jan Bojanowski, polski uczony, prof., specjalista w zakresie hodowli kukurydzy, związany z SGGW, a następnie z IHAR-PIB w Radzikowie[3]
- 28 sierpnia
  - Bogusław Bijak, polski duchowny katolicki, prałat[4]
  - Leonidas Kirkos, grecki polityk i dziennikarz, parlamentarzysta krajowy i europejski[5]
  - Dymitr (Royster), amerykański duchowny prawosławny, biskup Kościoła Prawosławnego w Ameryce[6]
  - Zbigniew Piasecki, polski duchowny katolicki, kanonik[7]
- 27 sierpnia
  - Heribert Barrera, hiszpański polityk, chemik i fizyk, przewodniczący parlamentu Katalonii (1980–1984), eurodeputowany III kadencji (1991–1994)[8]
  - Danuta Chudzianka, polska aktorka[9]
- 26 sierpnia
  - Aloysius Ambrozic, kanadyjski duchowny katolicki, arcybiskup Toronto, kardynał[10]
  - George Band, brytyjski wspinacz[11]
  - Kazimiera Kijowska, polska dziennikarka[12]
- 25 sierpnia
  - Łazar Mojsow, macedoński dziennikarz, polityk, prezydent SFRJ w latach 1987–1988[13]
  - Eugene Nida, amerykański językoznawca, lingwista, teoretyk przekładu biblijnego[14]
- 24 sierpnia
  - Frank Dileo, amerykański menadżer muzyczny[15]
  - Stefan Kurowski, polski ekonomista[16]
  - Michael Showers, amerykański aktor[17]
- 23 sierpnia
  - Markéta Fialková, czeska opozycjonistka, dyplomatka[18]
  - Janusz Szostakiewicz, polski leśnik i działacz ekologiczny[19]
- 22 sierpnia
  - Abd al-Aziz Abd al-Ghani, jemeński polityk, premier Jemenu w latach 1994–1997[20]
  - Atija Abd al-Rahman, libijski terrorysta, wiceszef Al-Kaidy[21]
  - Nick Ashford, amerykański autor tekstów piosenek[22]
  - John Howard Davies, brytyjski aktor[23]
  - Jack Layton, kanadyjski polityk[24]
  - Jerry Leiber, amerykański autor tekstów piosenek[25]
  - Ruta Sakowska, polska historyczka i edytorka[26]
  - Andrzej Urbanowicz, polski malarz i grafik[27]
- 21 sierpnia
  - Maria Kornatowska, polska krytyk filmowa, eseistka[28]
  - Ezra Sued, argentyński piłkarz[29]
- 20 sierpnia
  - Charles Gubser,  amerykański polityk, członek Izby Reprezentantów w latach 1953–1974[30]
  - Władysław Skalski, polski działacz opozycji solidarnościowej, poseł na Sejm X Kadencji[31]
  - Ewangelos Susurojanis, grecki polityk i prawnik, parlamentarzysta[32]
- 19 sierpnia
  - Janusz Kierzkowski, polski kolarz torowy, mistrz świata[33]
  - Raúl Ruiz, chilijski reżyser filmowy[34]
- 17 sierpnia
  - Wasyl Dżarty, ukraiński polityk[35]
  - Gualtiero Jacopetti, włoski dziennikarz, reżyser filmów dokumentalnych[36]
  - Pierre Quinon, francuski tyczkarz[37]
- 16 sierpnia
  - Andrej Bajuk, słoweński polityk, premier Słowenii (2000)[38]
  - Hubertus Lossow, niemiecki historyk sztuki[39]
- 15 sierpnia
  - Franz von Hammerstein, niemiecki teolog, jeden z twórców Aktion Sühnezeichen Friedensdienste[40]
  - Marek Kozaczek, polski samorządowiec i przedsiębiorca, starosta wschowski (2002–2011)[41]
  - Rick Rypien, kanadyjski hokeista[42]
- 14 sierpnia
  - Janusz Obodowski, polityk i ekonominsta okresu PRL; min. pracy, płac i spraw socjalnych (1980-81), wicepremier (1981-85)[43]
  - Shammi Kapoor, indyjski aktor[44]
  - Paul Reeves, nowozelandzki duchowny anglikański, arcybiskup, prymas, dyplomata, polityk[45]
- 13 sierpnia
  - Tareque Masud, bangladeski reżyser filmowy[46]
  - Jerzy Masztaler, polski trener piłkarski[47]
- 11 sierpnia
  - Ignacio Flores, meksykański piłkarz i trener piłkarski[48]
  - Jani Lane, amerykański wokalista grupy Warrant[49]
  - Richard Turner, brytyjski muzyk zespołu Friendly Fires[50]
- 10 sierpnia
  - Noach Flug, izraelski prezydent Międzynarodowego Komitetu Oświęcimskiego[51]
  - Piotr Karpiuk, polski działacz państwowy i ekonomista, I sekretarz Komitetu Miejskiego (1963–1968) i Wojewódzkiego (1971–1975) PZPR w Lublinie, poseł na Sejm VI kadencji (1972–1976), wiceminister pracy (1975–1981)[52]
  - Oldřich Machač, czeski hokeista, trzykrotny mistrz świata[53]
- 9 sierpnia
  - Andrzej Borecki, polski architekt, grafik, scenograf[54]
- 8 sierpnia
  - Anastasios Peponis, grecki polityk i prawnik, parlamentarzysta, wielokrotny minister[55]
- 7 sierpnia
  - Harri Holkeri, fiński polityk, premier Finlandii w latach 1987–1991[56]
  - Paul Meier (statystyk), amerykański statystyk[57]
- 6 sierpnia
  - Kuno Klötzer, niemiecki trener piłkarski[58]
  - Roman Opałka, polski malarz i grafik[59]
  - John Wood, brytyjski aktor[60]
- 5 sierpnia
  - Andrzej Lepper, polski polityk, wicepremier, minister rolnictwa[61]
  - Łucja Tomaszewska, polska polityk i nauczycielka, posłanka na Sejm PRL III kadencji (1957–1961)[62]
  - Francesco Quinn, amerykański aktor[63]
- 4 sierpnia
  - Freddy Deghilage, belgijski polityk i samorządowiec[64]
  - Naoki Matsuda, japoński piłkarz[65]
- 3 sierpnia
  - Annette Charles, amerykańska aktorka[66]
  - Edward Gajewski, polski piłkarz[67]
  - Bubba Smith, amerykański aktor, futbolista[68]
  - Ryszard Świerad, polski zapaśnik[69]
- 2 sierpnia
  - Baruj Benacerraf, wenezuelski immunolog, laureat Nagrody Nobla[70]
  - Attilio Pavesi, włoski kolarz szosowy[71]
  - Richard Pearson, brytyjski aktor[72]
- 1 sierpnia
  - Stan Barstow, brytyjski pisarz[73]
- data dzienna nieznana
  - Filotas Kazazis, grecki polityk i ekonomista, europoseł I kadencji[74]